# Ochotkowate
Ochotkowate (Chironomidae) – rodzina muchówek. Są to małe i bardzo małe owady podobne do komarów, o wydłużonych przednich nogach i wydatnych czułkach.
Są jedną z najliczniejszych w gatunki rodzin w świecie zwierząt – na świecie opisano ponad 10 000 gatunków, w Polsce około 500. Ich systematyka jest bardzo skomplikowana, wciąż opisuje się nowe gatunki i dokonuje rewizji systematycznych. Wykazano, że wiele blisko spokrewnionych ze sobą gatunków z tej rodziny krzyżuje się ze sobą dając płodne potomstwo – w ten sposób dochodzi do powstawania stref mieszańców.
Jak inne muchówki przechodzą cztery stadia życiowe; jajo, larwa, poczwarka i postać dorosła imago. Czas trwania stadium larwalnego może wynosić od dwu tygodni do kilku lat, co zależy przede wszystkim od temperatury. Stadium poczwarki nie trwa dłużej niż kilka dni. Larwy rozwijają się w środowisku wodnym lub w wilgotnej glebie. Głównie jest to woda słodka, ale niektóre mogą żyć także w wodach morskich. Larwy Chironomidae często stanowią ponad połowę wszystkich zwierząt żyjących w danym zbiorniku. Większość gatunków odżywia się glonami i martwymi szczątkami organizmów zgromadzonymi na dnie detrytus, są także larwy drapieżne, roślinożerne i pasożytnicze, podczas gdy formy dorosłe z reguły nie odżywiają się. Larwy stanowią bardzo ważną część wodnego łańcucha pokarmowego, służąc jako pokarm dla wielu innych drapieżników w tym dla większości gatunków ryb. Występują zarówno w tropikach czy w strefie umiarkowanej, jak i w okolicach podbiegunowych (także w Antarktyce).
Larwy poszczególnych gatunków osiągają od 2 do 40 mm długości. Najbardziej znane są larwy Chironomus z grupy gatunków plumosus, bardzo duże i w charakterystycznym czerwonym kolorze, co spowodowane jest obecnością hemoglobiny. Dzięki temu mogą zamieszkiwać miejsca z ograniczoną obecnością tlenu w wodzie jak np. dno jeziora lub obszary z wysokim zanieczyszczeniem organicznym. Wymiana tlenowa następuje poprzez naskórek, a kilka form posiada rurkowate skrzela blisko końca części ogonowej. Larwy z grupy plumosus to ceniona przynęta wędkarska i ceniony przez akwarystów pokarm ryb, dostępne w handlu pochodzą z hodowli. Dzięki masowemu występowaniu i masowym wylotom dorosłych osobników, larwy Chironomidae są lokalnie w Afryce wykorzystywane przez miejscową ludność jako pokarm, z drugiej strony w niektórych regionach świata są dokuczliwa plagą, powodując u ludzi poważne, czasem śmiertelne objawy alergiczne.
W Polsce bardzo pospolite.